# チョコボの不思議なダンジョン
- ファイナルファンタジーシリーズ > チョコボの不思議なダンジョンシリーズ > チョコボの不思議なダンジョン
- 不思議のダンジョンシリーズ > チョコボの不思議なダンジョンシリーズ > チョコボの不思議なダンジョン

『チョコボの不思議なダンジョン』（チョコボのふしぎなダンジョン）は、1997年12月23日にスクウェア（現・スクウェア・エニックス）から発売されたPlayStation用ゲームソフト。ジャンルはダンジョンRPG（ローグライクゲーム）。1999年3月4日にはワンダースワンへも移植されている。この第1作はどちらも日本国内でのみ発売された。2010年8月25日にはPS版がゲームアーカイブスでも配信された。
後に『チョコボの不思議なダンジョン2』、『-時忘れの迷宮』へとシリーズ化されていく。また、その他のチョコボシリーズの元祖となった作品でもある。ただし、それぞれの作品にストーリー上のつながりはほとんどない。

## 概要
ファイナルファンタジーシリーズ（以下、FFシリーズ）に登場するマスコット的キャラクターであるチョコボを操作してダンジョンを冒険していくローグライクゲームである。
当時のスクウェアの青木和彦（本作のディレクター）とチュンソフト（現・スパイク・チュンソフト）の中村光一との間で、「スクウェアが『不思議のダンジョン』を製作する」という計画がスタートした。ただし、本作の開発にはチュンソフトは関わっておらず、スクウェアとバンプレストが共同で開発し、製作上のアドバイスなどで中村の監修を受けている。なお、本シリーズでは語感の関係上からタイトルが「不思議のダンジョン」ではなくなり、中村の了承を取って「不思議なダンジョン」に変わっている。
FFシリーズの各種設定を踏襲しており、登場モンスターも同シリーズでおなじみのものが登場する。ただし、FFシリーズ本編とは異なり、人間ではなく主に動物やモンスターのキャラクター達が暮らす独自の作品世界を構築している。バンプレストのスタッフによりデフォルメされたキャラクターデザインも特徴であり、キャラクターデザインを担当した板鼻利幸は本作の後にバンプレストからスクウェアへ移籍した。
ローグライクゲームの基本的な要素に加えて、FFシリーズでおなじみのATBシステムや、召喚魔法などが採用されている。「不思議のダンジョン」シリーズの感覚が根強く、物語を進めるよりアイテムの収集、装備品を合成して強化、モンスター図鑑の完成などのコレクション要素もある。

### ワンダースワン版
1999年3月4日、ワンダースワン（モノクロ）本体と同時発売で『チョコボの不思議なダンジョン for ワンダースワン』（チョコボのふしぎなダンジョン フォー ワンダースワン）として、スクウェアの協力の下バンダイが販売。通常版発売の約1年後の2000年3月23日に、黄色いチョコボカラーのワンダースワン本体同梱限定版も発売された。
PS版『チョコボの不思議なダンジョン』のアレンジ版で、構成は特に変更されていないが、モノクロである機種の性能上、一部モンスターやイベントなどが変更されている。
モノクロではあるものの、グラフィックの完成度は高く、サウンドもワンダースワンのステレオ出力を生かしたものとなっている。
ただし、ワンダースワン本体との同時発売に間に合わせたためか、アイテムが消える、逆にアイテムが消えず手元に残り続ける、画面が止まる（フリーズ）、突然リセットが掛かるなど、不具合が多い。

## 主なスタッフ
- 監修：中村光一
- ディレクター：青木和彦
- プロデューサー：今井明弘
- 音楽：浜渦正志
- キャラクターデザイナー：板鼻利幸
- エグゼクティブプロデューサー：坂口博信

## ストーリー
ある村に、旅を続ける主人公チョコボとモーグリのアトラが訪れた。ちょうどその時、畑を耕していた村の農夫のチョコボ（カミラパパ）が、欲望を吸収して成長する謎の紫水晶を偶然掘り起こし、魂を取り込まれてしまう。それと同時に、不思議なダンジョンが村に出現したことから、チョコボはカミラパパを助け出すため、不思議なダンジョンに潜るのであった。
ストーリーは3段階に分かれており、後にはアトラも紫水晶に取り込まれてしまう（＝第2のダンジョン）。第1、第2のダンジョンクリア後にはそれぞれエンディングが流れ、次のダンジョンへ移行する。

## 主要なキャラクター
プーレ（名称変更可）
本作の主人公でプレイヤーの分身であるチョコボ。アトラとともに旅を続けていた途中、本作の舞台である村に辿り着いた。ツメを武器・クラを防具にしダンジョンの謎に挑んでいく。性別は男。
アトラ
主人公の相棒。モーグリ種の青年。物欲が非常に強く（カミラパパの約2倍）、後に第2ダンジョンを生み出す原因となってしまう。性別は男。
クレール
ダンジョン内でたびたび遭遇する謎の人物。紫水晶について知っているらしい。その姿を見れば一目瞭然だが、とある村人と同一人物。性別は男。
ウイズ
貸し倉庫屋を営むデブチョコボ。
カミラ
アイテム屋の看板娘。チョコボ種。実か種と薬を渡すと鉢植えで栽培してくれる。
カミラパパ
農夫。カミラの父親。プーレ達が最初に出会った村人で、畑から紫水晶を掘り出してしまう。
フォック&レーグラ
博識な村長と研究家。フェネック種。主人公達に空き家を貸した。
ラスク
合成屋の主人。村の発展で妻子を村に迎える。ラクーン種。
ドル君
ジャンハム種。ハムホイッスルを使うことでアトラの箪笥からアイテムを持ってきてくれる。ストーリー進行で妻を迎え、6匹の子供をもうける。
ジャニター
ダンジョン内で店を経営する謎の人物。その正体は、取り込んだ者の心を操る紫水晶である。

## ゲームシステム
基本的に「不思議のダンジョン」シリーズのシステムを継承しているが、独自の要素もある。

### ターンアクティブタイムバトル
本作では、「不思議のダンジョン」などのローグライクゲームで一般的に採用されているターン制システムと、FFシリーズのリアルタイムで時間が経過するATB（アクティブタイムバトルシステム）という、一見相反する2つのシステムを組み合わせた独自のTATB（ターンアクティブタイムバトル）を採用している。ATBを組み込む事になった経緯は、当時のスクウェアの坂口博信より「絶対にATBを入れよう」という命令が来たため。
移動時は1歩につき1ターンが経過するターン制だが、敵が近付くとお互いにATBバーが出現し、戦闘時のみリアルタイムでゲージを溜めて戦うシステムになっている。バーの伸びるスピードは常に一定だが、素早い攻撃はバーの長さが短く、強力な攻撃は長めに設定されている。また、魔法「スロウ」「疲労」などの効果を受けるとバーが長く、逆に「ヘイスト」時などは短くなる。ATBバーをリセットする効果を持った技を使う敵も存在する。物理攻撃の場合は赤色、魔法や特殊攻撃の場合は青色のバーが出現し、基本的に青色のバーの方が長く時間が掛かる。
ほとんどの敵はATBバーが満タンになるまで攻撃を行わず、チョコボが敵から離れて部屋を出ると、敵のATBバーが消えて蓄積がリセットされる。チョコボ自身のATBバーは、溜まっている途中でもボタンを押すことで攻撃が可能だが、バーが少ない状態で攻撃した場合は威力が低下し、空振りやすくなる。
このTATBシステムのため、敵に攻撃する→素早く距離を離してバーをリセット→また接近して攻撃、という本作独自の戦法を取ることが可能で、戦闘の難易度は低い。ただし、中には一度出現したバーのリセットが一切行われない強敵や部屋の外まで追いかけてくる敵もいる。

### アイテム
ダンジョンの中で発見し、利用出来るアイテム。店で売買することで地上の街を発展させることもできる。
なお、首輪、薬、実&タネ、カードは、ダンジョン内で初登場する時は不確定名（キラキラした薬、おれまがったカードなど）で登場し、実際のアイテムとの名前の対応はダンジョンに入るたびに変化する。
ツメ&クラ
チョコボの武器と防具。ラスクの店やカマドを使うことで合成や強化、能力の付加が出来る。プラス・マイナスの数字が表示されているものがあり、マイナスのものは必ず呪われている。
首輪
装備することで良い効果や不利を生じさせるアクセサリ。呪われているものも多い。
石
他のローグライクゲームで矢に当たるアイテム。蹴りつける事で前方の敵1体にダメージを与えたり、ワープさせたりする。
本
読むことで魔法を発動させるアイテム。効果範囲が広く、範囲内の複数の敵へまとめて攻撃も可能。何度も読んだり不思議なしおりを使う事で効果がアップする。
魔法の種類はファイア、ブリザド、サンダー、エアロ、ディム、シャイン、ドレインの7種。
魔石
『ファイナルファンタジーVI』と同様にFFシリーズの召喚獣を喚び出すアイテム。使用することで発動する。攻撃範囲が非常に広い。
ただしそれぞれの魔石は入手確率が低く、ダンジョン内の特殊な階層（魔石フロア）を通過するまでは見つからない。
珠
蹴りつけることでホーリーやフレアなど強力な魔法を発動させるアイテム。
薬
飲むことで体力の回復など様々な効果を発揮する。鉢植えでの栽培にも使用する。
飲んだ後は空のボトルが残り、ダンジョン内の泉などで新たに薬を汲んで使うことができる。
実&タネ
実は食べることでHPや元気が回復されたり、ATBバーを短くしたりする。タネは3合成時に能力の付加等の効果を発揮する。
カード
アイテム鑑定やダンジョン脱出など様々な効果を発揮する。
不思議なしおり
本の読解レベルを上昇させるアイテム。

### 装備の合成・強化
チョコボが装備できる品はツメ、クラ、首輪、石の4種類で、各1つずつのみ装備できる。それぞれ様々な効果を持った種類が存在するが、このうちツメとクラは合成による強化が可能。村の合成屋か、ダンジョン内に存在するかまどを利用することによって、2つのツメ同士またはクラ同士を合成させることができる。基本的に、最初に選んだ武具に対して次の武具の能力が付加されて、新たな武具が完成する。また、ストーリーが進むとタネを組み合わせた3合成も可能になり、さらに特殊な武具を製作することができる。合成によって強化を続けると、突然変異を起こして新たな武具に変化するものも存在する。

### 属性システム
本作の攻撃には5つの属性があり、それぞれ反発する火属性と氷属性、雷属性と風属性、干渉しない無属性が存在する。例えば、氷属性の敵に火属性の攻撃をするとダメージが上昇し、雷属性の敵に同じ雷属性で攻撃すると威力が下がってしまう。
なお、攻撃の見た目と属性は必ずしも一致せず、全ての魔石と珠、ディム、シャイン、ドレインには属性がない。

## ダンジョン
第1ダンジョン
最初に入るダンジョン。ここで基本設定やストーリーが明らかになる。最大階数は30階。ボスは、紫水晶がカミラパパの心を元に作り出したデビルチョコボ。
第2ダンジョン
第1ダンジョンクリア後に入るダンジョン。最大階数は60階。ボスは、紫水晶がアトラの欲望に呼応し具現化したクリシェール。
第3ダンジョン
最後に入るダンジョン。ゾロ目の階数ごとに他の階層とは異なった内装になっている。最大階数は9999階で、それ以降は階段を降りるごとに9999階のまま永遠にループする。

### ダンジョンの仕掛け
ダンジョン内部には、ワナや宝箱、魔法陣など様々な仕掛けが存在する。障害となるものだけでなく、チョコボの助けとなるものも数多い。
原則として、4の倍数の階にはマップに「モンスターの部屋」が出現し、内部にはかまどや棚が設置されていることが多い。
ワナ
ワナは地面に設置されており、通常は見えない。踏むと様々な効果が発動する。一度踏むと消えるものと、踏むたびに何度でも発動するものがある。目の前をR1ボタンで調べたり、「目にいい薬」などで見えるようになる。
「しのびのクラ」を装備しているとある程度の確率でワナが発動せず、ミニマム状態の場合はワナを踏んでも発動しない。
スイッチ
床に設置されたものと壁に設置されたものがある。床スイッチはワナと同様に踏むと発動するが、最初から目に見えている。壁スイッチは押すと発動する。どちらも、マイナス効果のものも存在する。
魔方陣
青色と赤色が存在し、一度踏むと効果が発動して消えるものと、踏むたびに何度でも発動するもの、乗っている間だけ効果が発動するものがある。チョコボにプラスの効果をもたらすことが多いが、マイナス効果のものも存在する。
宝箱
アイテムが入っている。開けた際に爆発したり、モンスターのマスクが出現するなどのトラップが仕掛けられている場合もある。
宝玉で彩られた封印された宝箱は、点火系の魔法（ファイア、サンダー、シャイン）か消火系の魔法（ブリザド、エアロ、ディム）のどちらか二択で開けられるが、失敗すると箱が爆発して中身を入手できない。なお、ドレインの本ならば必ず開くことが可能。ただし、手持ちが一杯の場合は開けようとすると必ず爆発してしまう。
シーフの宝箱は、シーフのカギでのみ開くことができる。
絵
ダンジョン内の壁に掛かっていることがある。調べるとアイテムを入手できることがあるが、爆発する場合もある。
かまど
村の合成屋と同様にアイテムを合成できる。点火系の魔法の本を読むことで発動する。
たいまつ
消えているたいまつに向かって点火系の魔法を使うと部屋が明るくなる。逆に、消火系の魔法を使って消すことも可能で、部屋のたいまつを消す魔法を使う敵もいる。
発電機
サンダーの本を読むと起動し、フロア全体が明るくなる。たいまつより強力。
水路
水が流れている。トード状態でなければ直接渡ることができない。
リサイクルボックス
不要なアイテム2個を入れることで新たなアイテムを手に入れることができる。特定の組み合わせのアイテムを入れることでしか手に入らないアイテムも存在する。

### 特殊な階層
ダンジョン内でクレールが登場するイベントが発生した場合、そのイベント時のみマップが固定された特殊フロアとなる。
特定条件を満たして階段を下りると、突然魔石の存在する固定マップの魔石フロアへ飛ばされる。このフロアを抜けると、以降はその魔石が通常のアイテムとして出現するようになる。
指定した階数ごとにジャニターの経営する店が階と階の間に登場する。登場間隔は前に店が登場したときに設定することができ、その階数によって売られる商品が変わる。

### 第3ダンジョンのオリジナル階層
11階 プリン系フロア
モンスターがプリン系のみ
22階 実験室
モンスターがおらず、本棚、絵画、かまど、リサイクルボックス、泉、空のボトルが置かれている。たいまつもあるが、これに向けて本を読むことは出来ない。
33階 死者タイプフロア
モンスターがゾンビ系とスケルトン系のみ
44階 ボムフロア
モンスターがボムのみ。グレネードは登場しない。
55階 シーフ・マジックポットフロア
モンスターがシーフとマジックポットのみ。ワンダースワン版ではマジックポットの代わりにマリオネイターが登場する。
66階 逆襲ボスフロア
第一ダンジョンのボス・デビルチョコボが出現
77階 スロット場
3台のスロットマシンが設置され、貯まったコインはカウンターでアイテムと交換できる。ここで登場するスロットにはパチンコゲーム並のプログラムが組まれているが、それ故に高価な商品を手に入れるにはかなりの難易度が高い。セレクトボタンでスロットを止めるボタンを変更できる。
ワンダースワン版では削除され、普通の階層になっている。
88階 神竜戦
FFVで登場した神竜が出現
99階 オメガ戦
FFVで登場したオメガが出現
100階 逆襲ボスフロア
第2ダンジョンのボス・クリシェールが出現
101階以降は下二桁が同一の階層で再び同じ内容となる。
注）オメガ、神龍戦のフロアはスタート位置がランダムのため壁に埋まった状態でスタートする場合がある。

## 特徴的な要素
- ダンジョン内で気絶（HPが0になる）した場合、装備品以外のアイテムを失いダンジョンの外に飛ばされるが、レベルが1下がるだけで装備品とギルはそのまま残る。なお、村のイベントにより、ダンジョンを脱出するとレベルが1に戻るように設定することも可能になる。
- ダンジョン内で入手できる植木鉢を村に持ち帰ると、薬品と実を使って実やタネを育てる事ができる。
- 村の住人にはそれぞれある特定のアイテムを何度もあげるとイベントが発生し村が発展する。
- 一定ターン数以上同じ階層にいると死神が出現。攻撃に遭うと次の階に下ろされる。
- FFシリーズに登場した敵キャラが多い。また、上記の通り『ファイナルファンタジーV』に登場（後に『VIII』や『IX』などにも登場）した神竜やオメガなどもボスとして登場する。

## 不思議なデータディスク
PlayStation版では、新作ソフトの体験版やムービー、過去作品の特殊データ（キャラクターのデータが最強になるものや、特殊なイベントなどを見られるセーブデータ）を収録した「不思議なデータディスク」が付属している。なお、ゲームアーカイブス版には本ディスクは付属していないが、PlayStation版から保存した特殊データは各タイトルのゲームアーカイブス版でも使用可能である。
- 体験版：ゼノギアス
- ムービー：パラサイト・イヴ、双界儀、フロントミッションオルタナティヴ、ブシドーブレード弐
- 特殊データ：ファイナルファンタジーVII、サガ フロンティア、ファイナルファンタジータクティクス、ブシドーブレード、トバル2、フロントミッション2、アインハンダー

## その他
- ゲーム内の3箇所で中村光一のメッセージが隠されている。
- 第3ダンジョンは9999階まで到達するとカウントストップするが、『チョコボの不思議なダンジョン 解体真書』（アスキー社（現エンターブレイン）発行）内のスタッフインタビューでは「下りられる階数は無限」、「4桁までは表示可能な様にしてある」、「担当者はLv以降の表示が右にズレるだけだと言っていたが、実際にどうなるかは、ぜひこの本を読んでいるみなさんが挑戦してみて下さい」という旨のコメントがされている。
- 階段から次の階に降りた際、チョコボが壁の中にいる状態から再開されることがある（隣のマスが通路の場合は、壁をすり抜けて通常フロアに戻れる）。

## 評価
電撃PlayStationDPSソフトレビューでは80、85、90、90の345点。レビュアーの評論は、下記のとおり。
賞賛レビュー
- アイテム収集や隠し要素の発見に寄った作りには好感。
- ATBを活かしたシステムがきちんと機能して楽しめる。
- ロード時間も早めでストレスは感じない。
- おまけCD付属なのも評価点。
- キャラやアイテム、綺麗なグラフィックで、魔石売却のときのようにFFらしさを感じさせる完成度の高さで腰を据えて遊べる。
- FFの派生であることもあってか、『風来のシレン』のようなローグ系にありがちな難易度の高さは抑えられ、ファンには賛否両論かもしれないが、この手のジャンルをやったことのない人でも勧められる。

批判レビュー
- 操作性は快適や簡単とした者と斜め移動や距離感がつかみにくい。
- アイテムの説明不足で効果が分からない。

## 関連作品
- 『チョコボのふしぎものがたり』 - かとうひろしによる漫画版。
- 『チョコボの不思議なダンジョン Original Soundtrack』 - サウンドトラックCD
- 『ファイナルファンタジーXIII-2』 - 本作のコンポーザー・浜渦正志が手掛けた作品。ムービーのBGMに本作の「アトラのテーマ」のメロディが登場する。